# Kozly (okres Česká Lípa)
Obec Kozly (něm. Kosel) se nachází v okrese Česká Lípa, kraj Liberecký. Žije zde 161 obyvatel.

## Historie
První písemná zmínka o obci pochází z roku 1371. Od 1. července 1980 do 31. prosince 1991 byla obec součástí města Česká Lípa.

## Pamětihodnosti
- Lípa v Kozlech – památný strom (lípa velkolistá) v severní části obce u příjezdové cesty k čp. 109

## Osobnosti
- Jiří Dienstbier starší, disident a politik; pobýval zde[6]
- Jiří Dienstbier mladší, politik, vyrůstal zde[7]
- genmjr. František Rypl st. (1903–1973), dožíval zde[8]
- Franz Hocke (1778–1849), kněz

## Turistika
Vesnička je na patě a svahu kopce Kozel. Od České Lípy přes Kozly přes kopec Kozel prochází žlutě značená turistická trasa, která končí u Koňského rybníka na katastru obce Stvolínky.
Obec přetíná vpůli silnice vedoucí od Kolného na západě do Bořetína ležícího na severovýchodě. Tato silnice je zároveň hranicí CHKO České středohoří a jsou po ní vedeny cyklotrasy 211 a 3100.

## Galerie

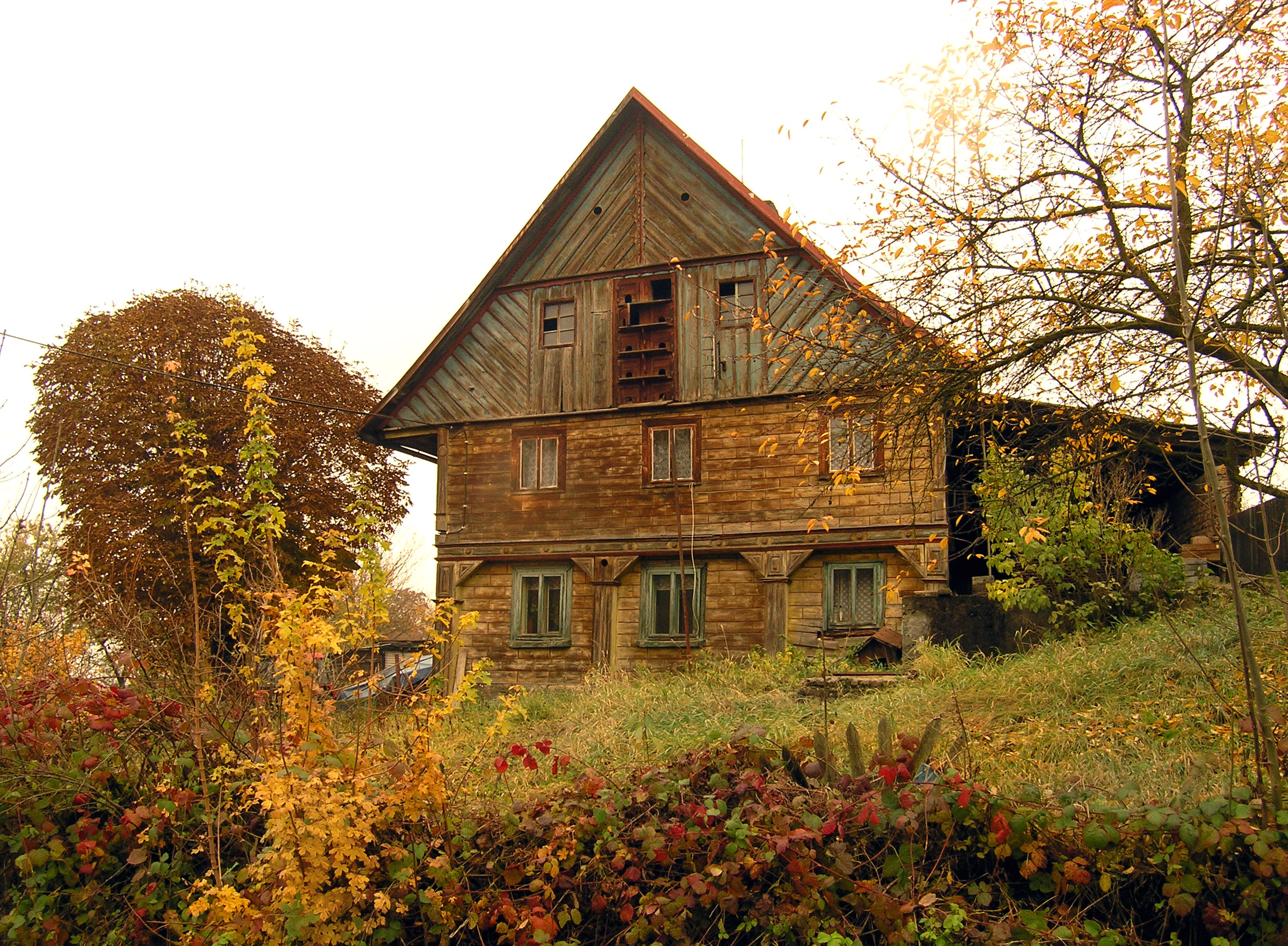
Chalupa s holubníkem
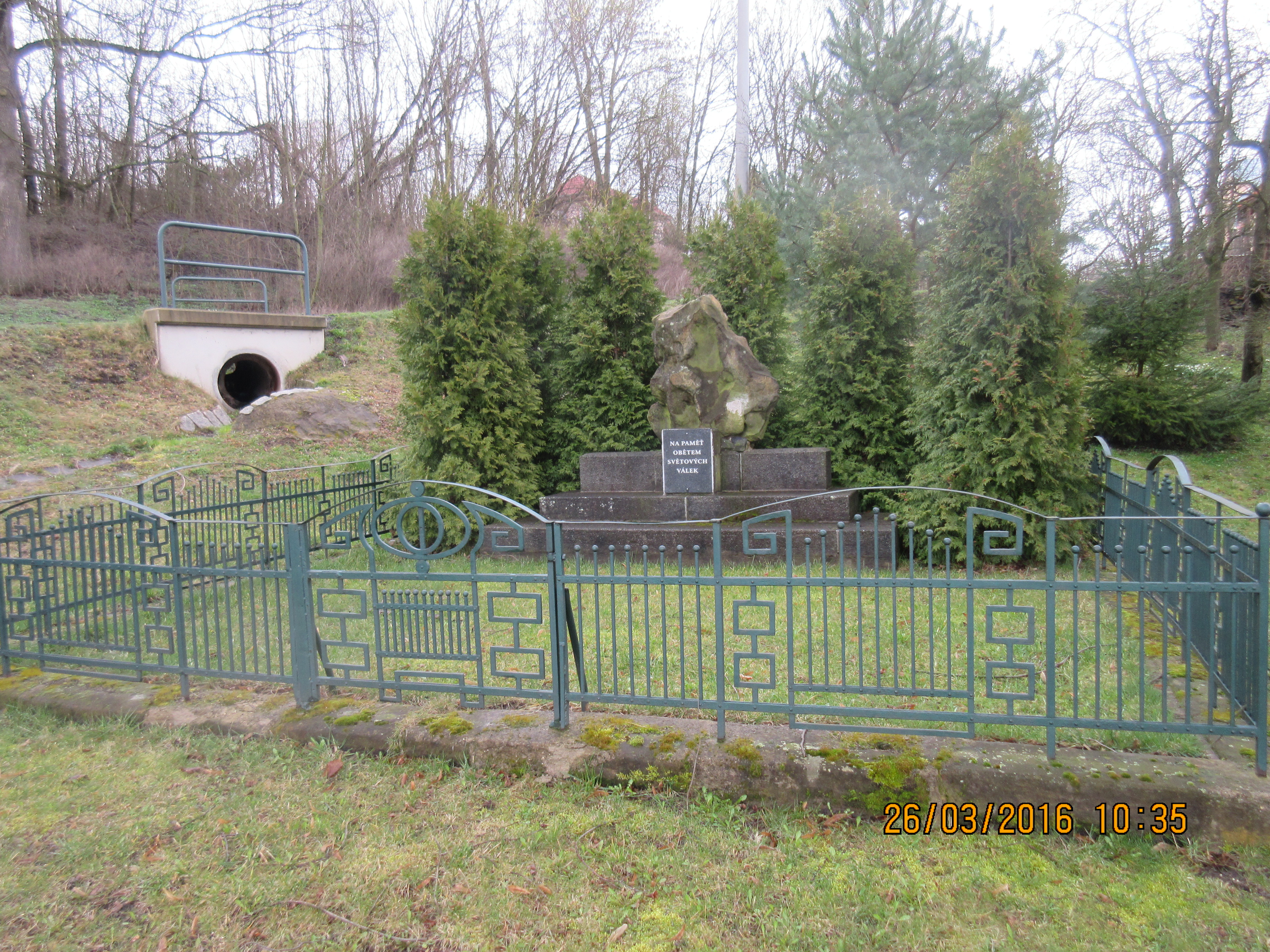
Památník obětem válek
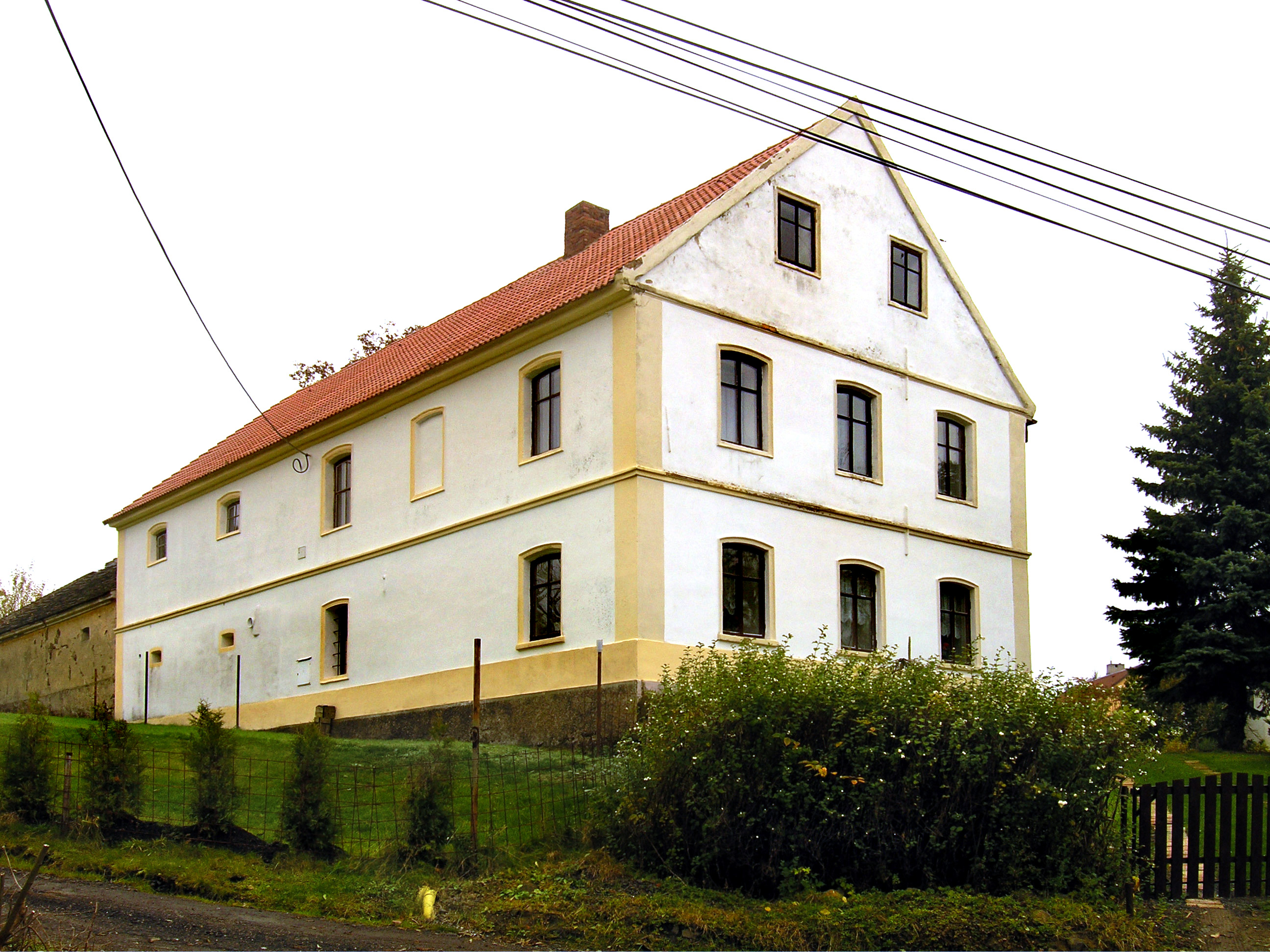
Dům v jižní části